# Malinówka (gmina Kowalczuki)
Malinówka – dawny folwark i osada. Tereny, na których były położony, leżą obecnie na Litwie, w rejonie wileńskim, w gminie Kowalczuki.

## Historia
W czasach zaborów w gminie Polany, w powiecie oszmiańskim, w guberni wileńskiej Imperium Rosyjskiego.
W latach 1921–1945 folwark i osada leżały w Polsce, w województwie wileńskim, w powiecie oszmiańskim, w gminie Polany.
W 1931:
- folwark w 1 domu zamieszkiwało 8 osób[2].
- osadę w 1 domu zamieszkiwało 6 osób[2].

Wierni należeli do parafii rzymskokatolickiej w Gudogajach. Miejscowość podlegała pod Sąd Grodzki w Oszmianie i Okręgowy w Wilnie; właściwy urząd pocztowy mieścił się w Oszmianie.